# 히가시주쿠고 정류장
히가시주쿠고 정류장(東宿郷停留所)은 도치기현 우쓰노미야시에 있는 우츠노미야 하가 경전철선 정류장이다.

## 역사
- 2023년 8월 26일:개업

## 정류장 구조
2면 2선 2선식 승강장을 갖춘 지상역. 히가시슈쿠고 교차로에 병설되어 교차로 동쪽에 호가・다카네자와 공업단지 방면 승강장을, 서쪽에 우쓰노미야역 동쪽 출구 방면 승강장을 배치한다. 정거장 신축 공사는 마스켄이 담당했다.

### 승강장
| 번선 | 노선                       | 목적지                                | 비고 |
| ---- | -------------------------- | ------------------------------------- | ---- |
| 1    | ■ 우츠노미야 하가 경전철선 | 하가・타카네자와 공업단지 정류장 방면 |      |
| 2    | ■ 우츠노미야 하가 경전철선 | 우쓰노미야역 동구 정류장 방면         |      |

## 정류장 주변
주변은 오피스 밀집 지역으로 음식점들이 즐비하다. 남북으로 빠져나가면 민가가 점재한다. 북쪽으로 빠져나가면 오슈 가도에 이른다.
- 아파 호텔 <우쓰노미야노미야역 앞
- 우쓰노미야시립 이마이즈미 초등학교
- 스카이브리지 - 산책로(횡단보도교)
- 도운도리
- 요크 베니마루 요세점
- 타이라야 조토점

## 인접 정류장
| 우츠노미야 경전철 우츠노미야 하가 경전철선 | 우츠노미야 경전철 우츠노미야 하가 경전철선 | 우츠노미야 경전철 우츠노미야 하가 경전철선        |
| ------------------------------------------ | ------------------------------------------ | ------------------------------------------------- |
| 우쓰노미야역 동구 방면                     | ■ 우츠노미야 하가 경전철선                 | 에키히가시 공원 앞 하가・타카네자와 공업단지 방면 |